# المجلس الاستشاري للمرحلة الانتقالية الوطنية (كتالونيا)

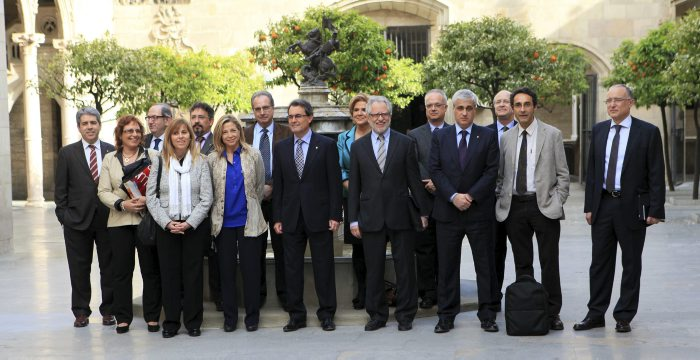
أعضاء المجلس الاستشاري.

المجلس الاستشاري للمرحلة الانتقالية الوطنية هي هيئة أنشأتها حكومة كاتالونيا في عام 2013م لتقديم المشورة للحكومة بشأن الانتقال الوطني لكاتالونيا وتحقيق استفتاء تقرير المصير في كتالونيا. تتمثل المهمة الرئيسية لهذه الهيئة في تحليل العوامل المختلفة التي يجب مراعاتها في عملية الانتقال إلى كاتالونيا المستقلة.
قدم المجلس الاستشاري ما مجموعه 18 تقريرًا تم نشرها بشكل فردي ومشترك في الورقة البيضاء حول الانتقال الوطني في كتالونيا.

## التقارير
- المشاورات حول المستقبل السياسي لكتالونيا.[5]
- تدويل الاستطلاع وعملية تقرير مصير كاتالونيا.[6]
- مسارات اندماج كتالونيا في الاتحاد الأوروبي.[7]
- الاندماج في المجتمع الدولي.[8]
- الجدوى المالية والاقتصادية لكتالونيا المستقلة.[9]